# Ascobolus egyptiacus
Ascobolus egyptiacus är en svampart som beskrevs av Mouch. 1977. Ascobolus egyptiacus ingår i släktet Ascobolus och familjen Ascobolaceae.   Inga underarter finns listade i Catalogue of Life.